# Макак-резус
Макак-резус, бенгальский макак (лат. Macaca mulatta) — вид макак, один из наиболее известных видов семейства мартышковые. Природоохранный статус макак-резусов в Красной книге МСОП обозначен как LC (вызывающий наименьшие опасения) по причине широкого распространения, предположительно большой численности и адаптированности к разнообразным местам обитания. Макак-резус обитает в Южной, Центральной и Юго-Восточной Азии, ареал вида является наибольшим среди всех приматов, за исключением людей. Встречается на различных высотах и в самых различных местах обитания: от лугов до засушливых и лесных зон, а также вблизи населённых пунктов.

## Происхождение названия
Название «резус» было дано этому виду макак французским естествоиспытателем Жаном Батистом Одбером (1759–1800) в честь фракийского царя Реса, который во время Троянской войны сражался на стороне Трои. В европейские языки это имя вошло в латинизированном написании Rhesus, сокращённо – Rh.

## Описание
Довольно крупные плотные животные, с тусклой зеленовато-желтоватой окраской шерсти. Лицо, уши и кисти бледно-мясного цвета.
Резусы не боятся воды, хорошо плавают и ныряют.

### Размножение
Беременность длится 164 дня, рождается один детёныш, которого мать кормит до года. Мать яростно защищает своего детёныша. Половая зрелость наступает в 4 года.

## Образ жизни
Живут резусы большими стаями (до 20 и более особей) в лесах или на открытых горных склонах. Индийцы считают их священными животными и иногда оставляют для них неубранной часть урожая на своих полях.

### Язык
Для макак-резусов характерны несколько типов криков. Эти звуки резусы издают в различных ситуациях:
- Ревёт обезьяна, которая уверена в своих силах и угрожает другой, низшего ранга.
- Шумная одышка-угроза исходит от менее уверенного резуса, который хочет во время нападения получить поддержку сородичей.
- Лай обозначает угрозу того, кто недостаточно агрессивен, чтобы напасть.
- Ворчание издаёт слегка встревоженный резус.
- Визгливый лай — это видовой сигнал тревоги, издаётся при виде хищника.
- Пронзительный крик сначала звучит на очень высокой ноте, затем резко обрывается; такой звук издаёт резус, которому угрожает сородич высокого ранга.
- «Кудахтающий» крик слышно от того, кому угрожает сородич.
- Визг издаёт побеждённая обезьяна, искусанная во время драки.
- Писк — звук защищающегося во время драки резуса, силы которого на исходе.

Между основными видами сигналов существуют промежуточные звуки.

## Распространение
Самый благополучный и распространённый вид приматов мира: встречаются в Пакистане, Индии, в Гималаях от Непала до Северной Бирмы, в Южном Китае, странах Индокитая, в большом количестве живут даже в городах.

## Использование в медицине
Содержится в вивариях в качестве модельного объекта для медицинских, этологических и нейробиологических исследований. На этих обезьянах открыт резус-фактор — фактор совместимости крови.
Макаки часто используются для экспериментов по трансплантации органов. Так, в 1970 году американский нейрохирург Роберт Уайт провёл трансплантацию головы одной обезьяны на тело другой.